# نيكوس نيكولاي
نيكوس نيكولاي (28 يونيو 1978 بقبرص - ) هو لاعب كرة قدم قبرصي في مركز الدفاع. لعب مع أولمبياكوس نيقوسيا ونيا سلاميس فاماغوستا.

## وصلات خارجية
- نيكوس نيكولاي على موقع قاعدة بيانات كرة القدم.إي يو (الإنجليزية)
- نيكوس نيكولاي على موقع قاعدة بيانات كرة القدم.إي يو (الإنجليزية)
- نيكوس نيكولاي على موقع عالم كرة القدم.نت (الإنجليزية)